# Эстфолл
Э́стфолл (норв. Østfold) — провинция Норвегии. Расположена в южной части Восточной Норвегии. Административный центр — город Сарпсборг. Граничит с фюльке Акерсхус и Хедмарк.

## Административно-территориальное деление
Перечень коммун:
- Аремарк
- Ашим
- Валер
- Волер
- Маркер
- Мосс
- Раккестад
- Рёмскуг
- Роде
- Рюгге
- Сарпсборг
- Спюдеберг
- Трёгстад
- Фредрикстад
- Халден
- Хубёль
- Шиптвет
- Эйдсберг

- Коммуны фюльке Э́стфолл